# 猫在巴黎
《猫在巴黎》（英語：A Cat in Paris）是一部2010年上映的法国动画电影，由亚伦·甘诺与尚-卢·费利乔利导演，获得第84届奥斯卡金像奖最佳动画长片提名。影片讲述了一只生活巴黎名叫蒂诺的小猫的故事，它白天是小女孩左伊的玩伴，晚上又是盗贼尼克的助手。影片画面很具法国手工绘画风味。

## 剧情
左伊的父母都是巴黎的警察，她的父亲在抓捕盗贼维克多·柯斯达的过程中被维克多·柯斯达杀死，自从这个悲剧发生后，左伊便一言不发。陪伴左伊的小猫叫蒂诺，白天它陪伴左伊，并抓来小蜥蜴给她玩，而晚上它则变成了盗贼尼克的助手，两人飞檐走壁四处行窃。
内罗毕巨人雕像将来巴黎展览，巴黎的警局既要抓捕盗贼，还得防范雕像被偷，维克多·柯斯达此前就差点得手。一天晚上，好奇的左伊偷偷跟随着蒂诺外出，途中无意发现维克多·柯斯达团伙正在计划偷盗内罗毕巨人雕像，而且她们家的保姆也参与其中，左伊不小心被他们发现，于是一群人开始抓捕左伊，左伊逃进尼克的房间藏起来，就在左伊即将被柯斯达一群人抓住时，尼克和蒂诺回家救出了左伊。然而逃出没多久，尼克因为盗窃被警察逮捕，左伊的妈妈把左伊交给保姆看管，左伊在母亲坐车离开后终于叫出了一声妈妈，可是为时已晚。
尼克在被带回警局的途中一直警告左伊的母亲，左伊有危险，可是没人相信，在蒂诺的帮助下，尼克和蒂诺一起逃出了警车，左伊的母亲终于决定回家去看看左伊的情况，但回到家中却发现家里空无一人。
蒂诺靠气味带着尼克追踪到了关押左伊的地点，他们再次合力救出了左伊，但是被发现，尼克带着左伊、蒂诺一路逃到巴黎圣母院的屋顶上。后来左伊的母亲也追到此地，最后尼克、蒂诺和左伊的母亲三人一起与维克多·柯斯达在巴黎圣母院旁的塔式起重机上搏斗，维克多·柯斯达从起重机上掉下摔死。影片的最后，空中雪花飘舞，厚厚的积雪覆盖了整个巴黎，尼克与左伊的母亲还有左伊、蒂诺幸福地生活在一起。